# 相良忠房
相良忠房（さがら ただふさ，1572年（元龜3年）—1585年（天正13年）），是相良氏的第19代當主。
1572年，他作為相良義陽的長男出生，天正9年（1581年）父親在島津氏的侵攻而降伏的時候，與弟弟相良賴房一起成為島津氏的人質，而父親相良義陽受命於島津氏出兵阿蘇氏戰死。後來忠房10歲成為家督，於1585年，忠房病逝，享年14歲。後來弟弟相良賴房成為相良氏第20代當主。